# Rhytiphora saundersii
Rhytiphora saundersii es una especie de escarabajo longicornio del género Rhytiphora, tribu Pteropliini, subfamilia Lamiinae. Fue descrita científicamente por Pascoe en 1857.
Se distribuye por Australia. Mide aproximadamente 26-36 milímetros de longitud. El período de vuelo de esta especie ocurre en el mes de febrero.